# 七福神

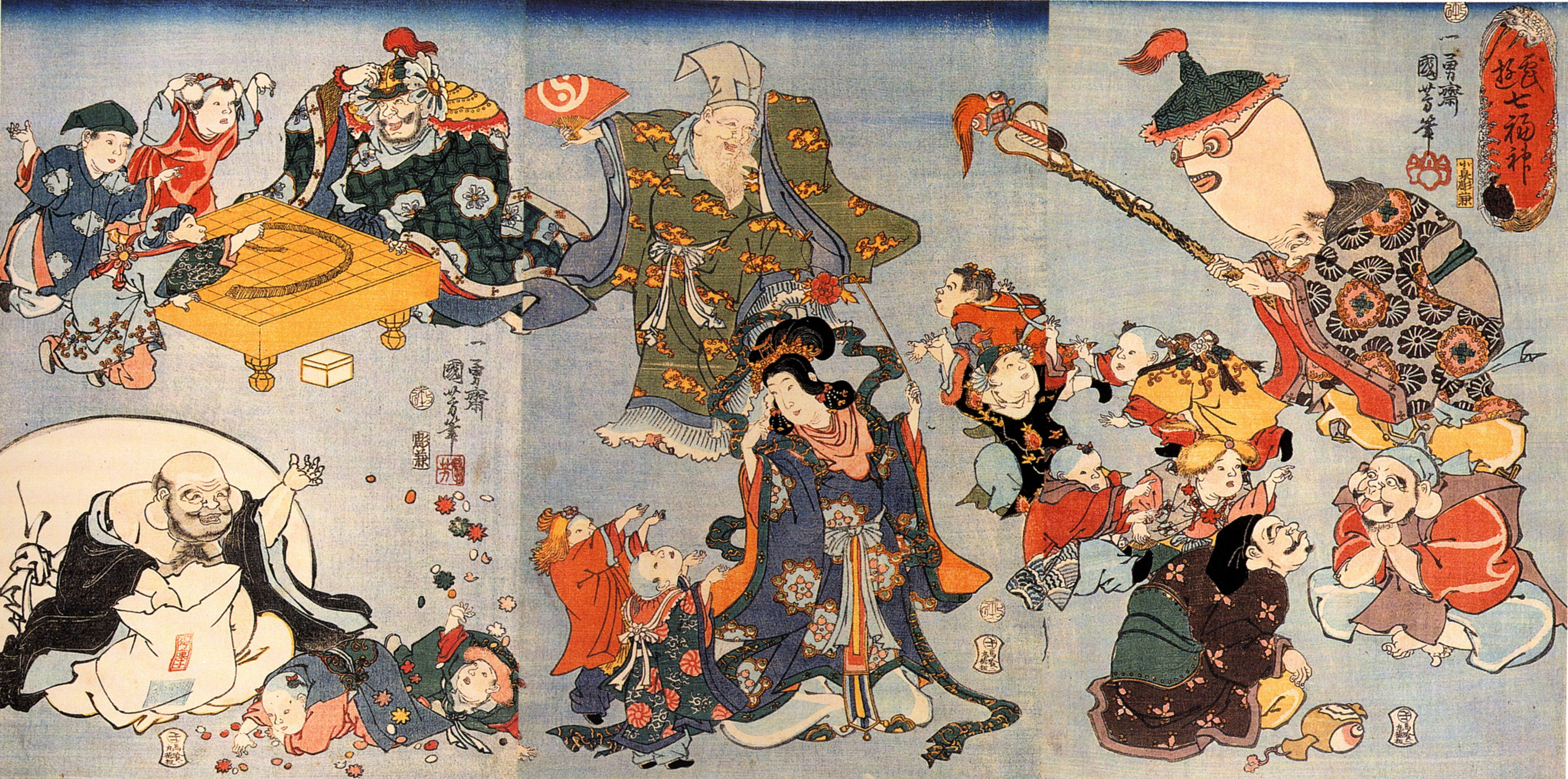
歌川国芳(1798–1861)の浮世絵の七福神。

七福神（しちふくじん）は、インド伝来の『仁王経』の中にある「七難即滅 七福即生」という仏教語に由来する、福徳の神として日本で信仰される七柱の神のこと。
七柱は一般的には、恵比寿、大黒天、福禄寿、毘沙門天、布袋、寿老人、弁財天とされており、それぞれがヒンドゥー教、仏教、道教、神道など様々な背景を持っている。七福神に一神を加えて八福神としているケースもある。

## 起源

### 歴史

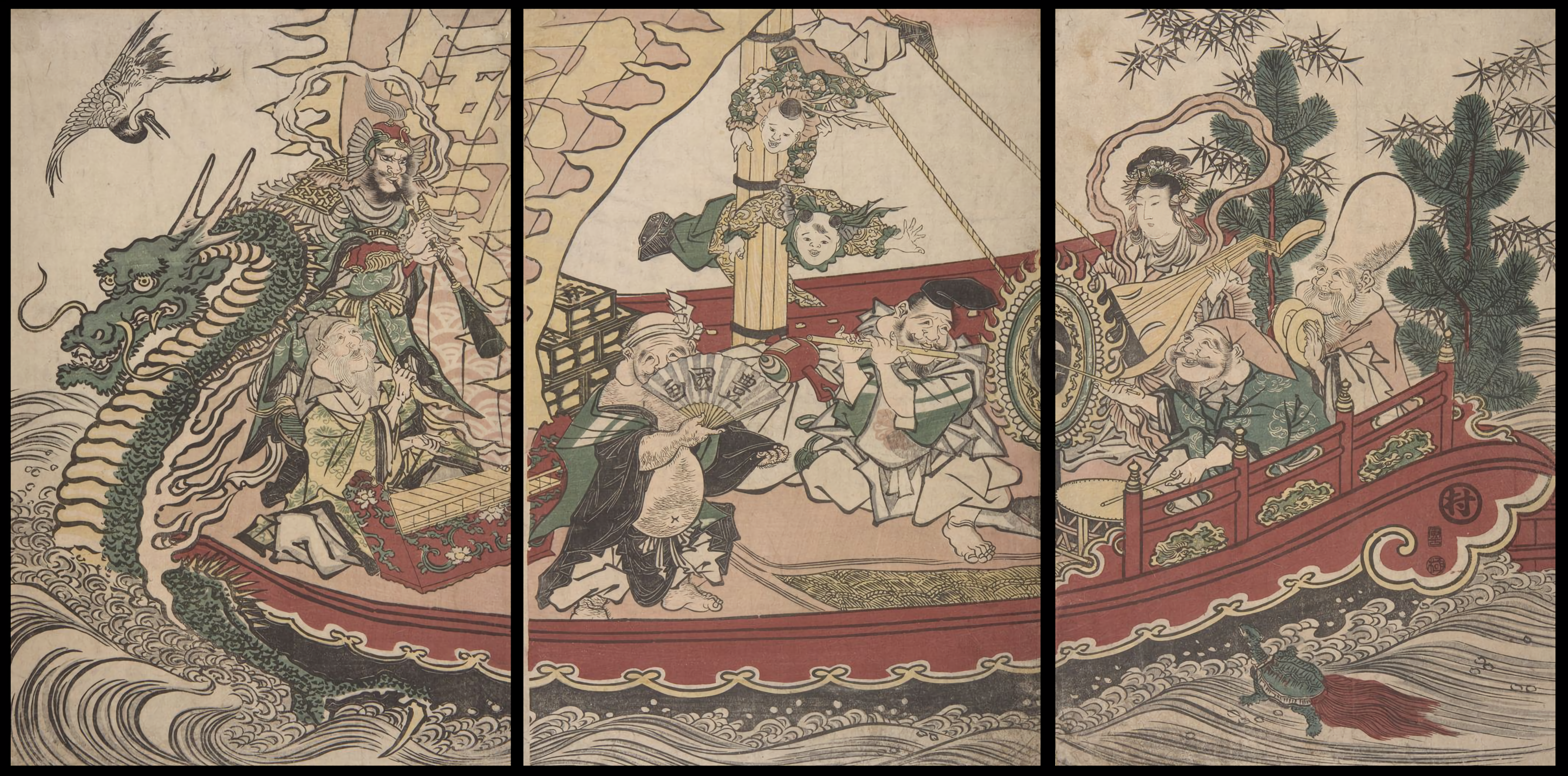
七福神と宝船、歌川豊国（1806年）

インドのヒンドゥー教の神である大黒を台所の神として祀ることは最澄が比叡山で始めたことで、それが徐々に民間に広まったという。これが民間において日本の土着信仰の神である恵比寿とセットで信仰されるようになった歴史的な経緯はよくわかっていない。平安時代以降、京都の鞍馬の毘沙門信仰からはじまった毘沙門天を恵比寿・大黒に加え、三神として信仰されることが起こった（初期の恵比寿は毘沙門天を本地とすると考えられていた）。この三神セットのパターンはかなり後まで一般的であったが、平安末期 - 鎌倉初期の頃、近江の竹生島の弁天信仰が盛んになると毘沙門天ではなく「恵比寿・大黒・弁才天」とするケースも増えていった。
室町時代、仏教の布袋、道教の福禄寿・寿老人なども中国から入ってきてそれぞれに知られるようになり、それらをまとめて七柱の神仏のセットができたのは室町時代末頃、近畿地方から始まったものである。この頃は銀閣寺に代表される東山文化の時代。中国の文化に影響され、大陸的な水墨画が多く描かれた。もてはやされた画題は『竹林七賢図』（竹林の七賢人）。この絵に見立てて、人々は別々に信仰されていた7つの福の神を集め、七福神とした。ただし、当初は必ずしもメンバーが一定していなかった。
江戸時代にはほぼ現在の顔ぶれに定まったものの、その後もバリエーションが生み出されることがあった。寿老人と福禄寿はともに南極老人星の化身とされることから、この二者は本来同一のものとみなし、寿老人の代わりに吉祥天・お多福・福助・稲荷神・猩猩・虚空蔵菩薩が入れられることがあった。他に宇賀神・達磨・ひょっとこ・楊貴妃・鍾馗・不動明王・愛染明王・白髭明神が七福神の一柱に数えられたことがあった（不動明王と愛染明王、またはお多福とひょっとこはセットで入る場合があった）。
奈良時代から独立した信仰の対象として社が建立されていたが、明治時代の神仏分離の際に、神道の神社となった弁才天の社のようなものもある。古書では、徳川家継治世の1713年に、和漢書『吉原七福神』全5巻が出版されている。

### 八仙起源説
八福神の起源はインドである。このインド由来の神は中国に到来した。中国では、七福神と似た八仙（八福神）と呼ばれるものがあり、全てが実在の人物（仙人）であったといわれ、各地でその姿を描いた絵が信仰の対象になっている。絵は日本の宝船に乗る七福神に似た、八仙全員が船に乗って海を渡っているという場面を描いたものが主流なので、この八仙が元になったとする説がある。
- 漢鍾離（カンショウリ）（富）
- 張果老（チョウカロウ）（老）
- 呂洞賓（リョドウヒン）（男）
- 李鉄拐（リテツカイ）（賤）
- 韓湘子（カンショウシ）（少）
- 藍采和（ランサイワ）（貧）
- 曹国舅（ソウコクキュウ）（貴）
- 何仙姑（カセンコ）唯一の女性（女）

## 一覧

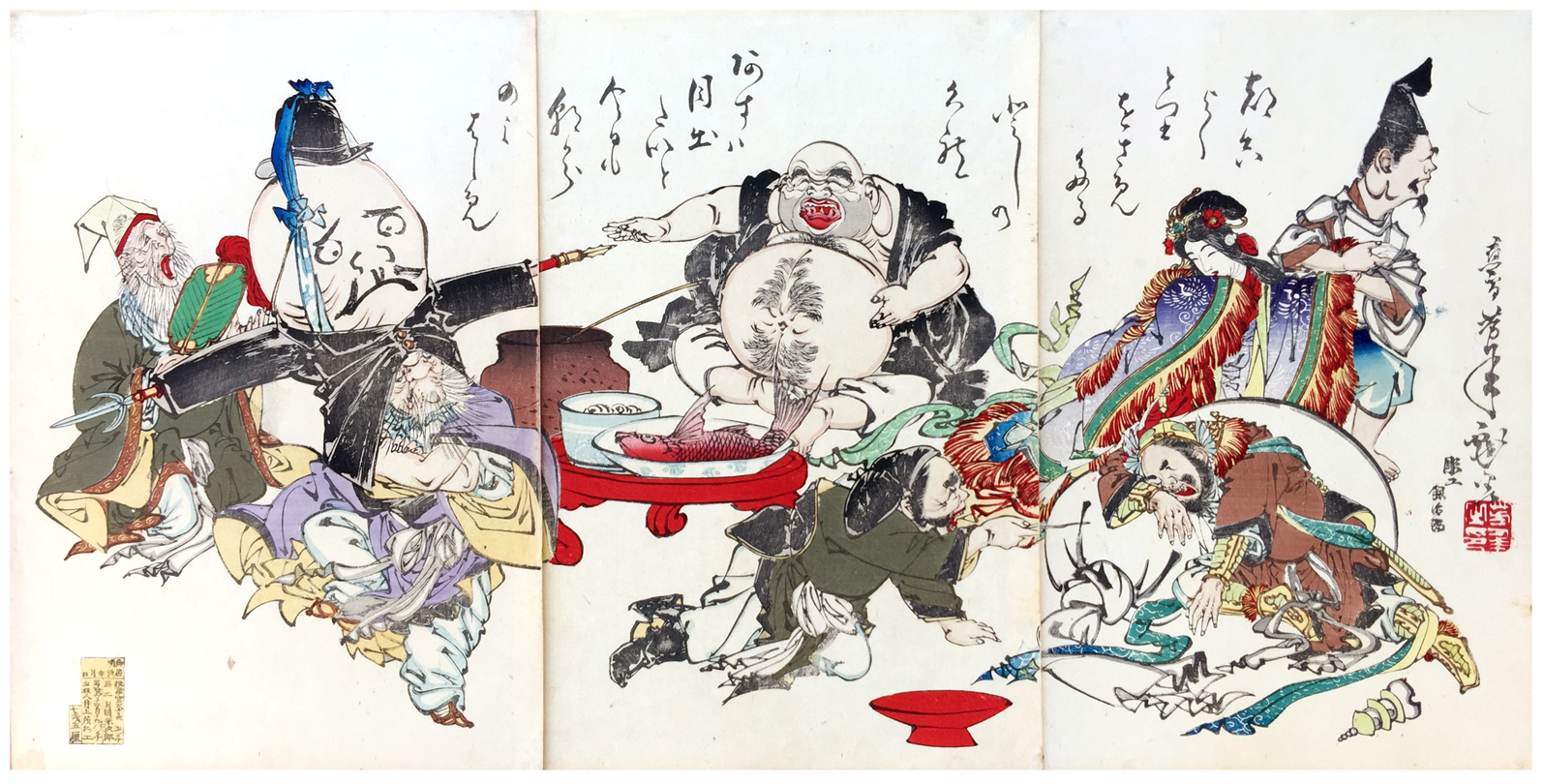
七福神、月岡芳年（1882年）

恵比寿
伊邪那岐命・伊邪那美命の間に生まれた子供「蛭子」（ヒルコ）、もしくは大国主神の息子である「事代主神」（コトシロヌシ）などを祀ったもので古くは「大漁追福」の漁業の神である。時代と共に福の神として「商売繁盛」や「五穀豊穣」をもたらす神となった。唯一日本由来の神である。図像としては、狩衣、指貫、風折烏帽子すがたで、右手に釣り竿、左手にタイをかかえる。
大黒天
インドのヒンドゥー教のシヴァ神の化身マハーカーラ神。日本古来の大国主神の習合。大黒柱と現されるように食物・財福を司る神となった。また親子関係から恵比寿と並んで描かれることが多い。図像としては、大黒頭巾をかぶり、大袋をせおい、打ち出の小槌と大袋をもち、米俵の上にすわる。
毘沙門天
元はインドのヒンドゥー教のクベーラ神。福徳増進の神であったが、仏教に取り入れられてから、戦いの神としてしだいに民衆に信仰される。日本では毘沙門天（ヴァイシュラヴァナ）と呼ばれる。
弁才天（弁財天）
七福神の中の紅一点で元はインドのヒンドゥー教の女神であるサラスヴァティー神。仏教に取り入れられ、音楽・弁才・財福・知恵の徳のある天女となり選ばれた。七福神の一柱としては「弁財天」と表記されることが多い。図像としては、宝冠をつけ、琵琶をひく。
福禄寿
道教の宋の道士天南星、または、道教の神で南極星（カノープスのこと）の化身の南極老人。寿老人と同一神とされることもある。長寿と福禄をもたらす。図像としては、短身、長頭、経巻をむすびつけた杖をもち、ツルをしたがえる。
寿老人
道教の神で南極星（カノープスのこと）の化身の南極老人。日本の七福神の一人としては白鬚明神とされることもある。図像としては、白ひげをたらし、長頭、巻物を先につけた杖とうちわをもち、シカをつれている。
布袋尊
唐の末期の明州（現在の中国浙江省寧波市）に実在したといわれる仏教の禅僧。その太っておおらかな風貌が好まれ、手にした袋から財を出し与えてくれる。弥勒菩薩の化身ともいわれている。図像としては、太って突き出た腹もあらわに、袋を背負う。

## 八福神
七福神に一神を加えて八福神としているケースがある。
お多福
京都の清水寺の「清水寺八福神」、横浜市鶴見区の横浜熊野神社の「鶴見八福神」ではお多福を加えて八福神とする。お多福の起源は、鎌倉時代初期の大工の高次の妻、阿亀（おかめ）。これに女性を表わす舞の面（お多福）や、天之宇受売命のイメージが習合した神格。寿老人（白髯明神）とセットで祭られたり、弁天の代わりに七福神に入れられることもある。
吉祥天
千葉県八千代市の「八千代八福神」、東京都八王子市の「八王子七福神」、埼玉県久喜市栗橋の「くりはし八福神」では吉祥天を加えて八福神とする。吉祥天とはインドのラクシュミー女神のことで、毘沙門天の妹または妃という。幸福・美・富などの神。弁天の代わり（または福禄寿の代わり）に七福神に入れられることもある。
達磨
横浜市瀬谷区の「瀬谷八福神」、愛知県豊橋市の「吉田七福神」では達磨を加えて八福神とする。達磨は、5世紀頃の人で南インドの王子ともペルシア人ともいわれる高僧で、中国の南朝の宋に渡り極東の禅宗の開祖となった。少林寺において坐禅9年、手足が腐って落ちたと伝わる。日本の曹洞宗や臨済宗もその門葉。
宇賀神（男弁天）
東京都文京区の「小石川七福神」（後述）では弁才天が通常の弁天像ではなく「宇賀神」となっている。宇賀神は人間の頭で首から下は蛇という神で、弁財天と習合した日本土着の神である。宇賀神を弁才天とすること自体は、他の一般的な七福神でもままあることで珍しいことではないが、小石川七福神の場合「男弁天」「女弁天」の二神となっており合わせて八福神となっている。この男弁天・女弁天は、どちらも通常の弁天像ではなく、宇賀神であり、男弁天は老人（男性）の宇賀神、女弁天は若い美女の宇賀神となっている。

## 追福祈願
一般におめでたい存在、縁起物とされる。
- 正月に枕の下に、「七福神の乗った宝船の絵」を入れておくと、良い初夢が見られると言われる[注釈 3]。
- 七柱それぞれの社（やしろ）を順に回り、縁起を呼ぶお参りがあり、七福神めぐりと言う。

## 各地の札所

### 東京
名称の後ろに×印がついているもの（江戸川ライン七福神と銀座稲荷七福神）は現在活動終了しているが、珍しい特徴をもつので参考のため入れてある。
| 名称                | 寺社比      | 備考（特徴など）                                                        |
| ------------------- | ----------- | ----------------------------------------------------------------------- |
| 谷中七福神          | 寺7:社0     | 江戸から続き東京に現存する七福神のうちで最古の七福神。                  |
| 元祖山手七福神      | 寺6:社0     | 福禄寿と寿老人が1寺に。石碑の銘文は現存する七福神巡り最古の資料の一つ。 |
| 小石川七（八）福神  | 寺6:社0:他2 | 男弁天を加え計8。他2とは東京ドームと極楽水（小石川パークタワー内）      |
| 下谷七福神          | 寺6:社1     | 元三島神社は近隣の神々森猿田彦神社から神輿が渡る伝統的な祭を伝える。    |
| 荒川七福神          | 寺6:社1:他1 | 毘沙門が2寺に。他1は商店街出口。谷中七福神や下谷七福神と共通の寺社も。  |
| 雑司が谷七福神      | 寺5:社1:他1 | 寿老人のかわりに吉祥天。他1とは普通のビル。                             |
| 新宿山ノ手七福神    | 寺5:社2     | 節分の「鬼は内」の鬼王神社、江戸六弁天の抜け弁天など由緒ある寺社あり。  |
| 江戸川ライン七福神× | 寺5:社2     | 寿老人のかわりに吉祥天を担当した半田稲荷神社は江戸時代の有名社。        |
| 亀戸七福神          | 寺4:社2     | 大黒と恵比須が「勝ち守り」で有名な香取神社にあり計6ヶ所。               |
| 深川七福神          | 寺4:社3     | 東京十社の富岡八幡宮を含む。                                            |
| 荏原七福神          | 寺4:社3     | 蛇窪神社の弁財天の祠を守る大蛇像も見所。                                |
| 隅田川七福神        | 寺3:社2:他1 | 狐伝説の三囲神社に大黒と恵比須があり計6ヶ所。他1とは向島百花園。        |
| [※参考]東京十社     | ----        | （七幅神ではないが深川七福神や東海七福神と一部重複）                    |
| [※参考]下町八社     | ----        | （七幅神ではないが浅草名所七福神や日本橋七福神と2社ずつ計4社が重複）    |
| 東海七福神          | 寺3:社4     | 東京十社の品川神社、式内社の磐井神社を含む。かつては浜川神社も。        |
| 浅草名所七福神      | 寺3:社6     | 福禄寿と寿老人が2社ずつあり計9ヶ所。重複分の2社は下町八社とも重複       |
| 多摩川七福神        | 寺2:社5     | 2014年からの最新の七福神。南朝史跡多し。新田神社は破魔矢発祥の地。      |
| 港七福神            | 寺2:社6     | 十番稲荷神社の「宝舟」が加わって8ヶ所で構成。                           |
| 銀座稲荷七福神×     | 寺1:社7     | 一期と二期あり、一期は1地蔵6稲荷、二期は地蔵がはずれて7稲荷で構成。     |
| 千寿七福神          | 寺0:社7     | 七福神めぐりの中では比較的狭い地域だが、付近に史跡も多い。              |
| 日本橋七福神        | 寺0:社8     | 恵比須が2社で計8ヶ所。どぶろく祭の小網神社ほか1社は下町八社と重複       |

※他にも池上七福神・伊興七福神・板橋七福神・伊豆大島七福神・柴又七福神・多摩青梅七福神・調布七福神・八王子七福神（上述・八福神）・東久留米七福神・日野七福神・武蔵野吉祥七福神・武蔵五日市七福神など多数あり。

### 全国

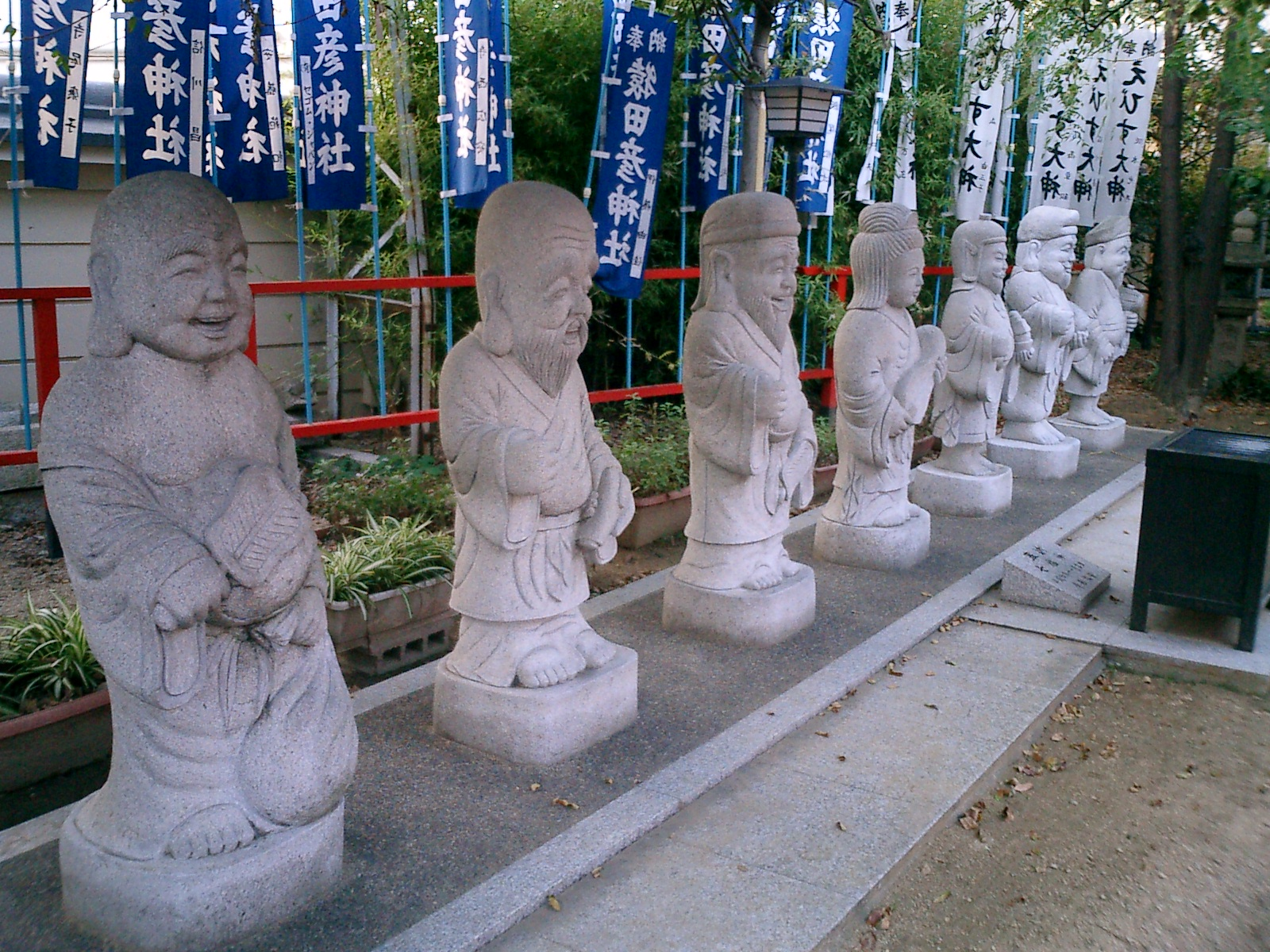
七福神 神戸市垂水区 海神社にて

#### 東北
- 奥州仙臺七福神

#### 関東（東京以外）
- 足利七福神
- くりはし八福神（上述）
- 与野七福神
- 小江戸川越七福神
- 下総七福神
- 松戸七福神
- 八千代八福神（上述）
- 南総なのはな七福神
- 川崎七福神
- 横浜七福神
- 鶴見七福神[注釈 4]
- 鶴見八福神（上述）
- 野毛七福神
- 横浜磯子七福神
- 横浜金澤七福神
- 相模七福神
- 瀬谷八福神（上述）
- 戸塚宿七福神巡り
- 鎌倉江ノ島七福神
- 藤沢七福神
- 相州小出七福神

#### 中部
- 大府七福神
- 信州七福神
- 善光寺七福神
- 木曽七福神
- なごや七福神
- 名古屋七福神[注釈 5]
- 三河七福神
- 美濃七福神
- 吉田七福神（上述・八福神）
- 東海七福神[注釈 6]

#### 関西
- 淡路島七福神
- 尼崎寺町七福神
- 西国七福神
- 鈴鹿七福神
- 伊勢七福神
- 勢州七福神
- 大阪七福神
- 南海沿線七福神
- 清水寺八福神（上述）
- 都七福神
- 京都七福神
- 京の七福神
- 泉山七福神
- 夢前七福神
- 神戸七福神

#### 中国・四国
- せとうち七福神めぐり

#### 中国
- 広島二葉山山麓七福神

#### 四国
- 阿波七福神霊場
- 伊予七福神
- 四国七ヶ所まいり・七福神霊場
- 徳島七福神霊場
- 四国讃州 七福八宝之寺

#### 九州
- 日向之国七福神霊場

### 海外
- 台湾七福神

## 真言
- 恵比寿尊 - おんいんだらやそわか[8]
- 大黒天 - おんまかきゃらやそわか[8]
- 布袋尊 - おんまいたれいやそわか[8]
- 福禄寿 - うんぬんしきそわか[8]
- 毘沙門天 - おんべいしらまんだやそわか[8]
- 弁財天 - おんそらそばていえいそわか[8]
- 寿老尊 - うんぬんしきそわか[8]